# Сари
Са́ри — село в Україні, в Гадяцькій міській громаді Миргородського району Полтавської області. Населення становить 2437 осіб. Орган місцевого самоврядування — Гадяцька міська рада (Сарський старостинський округ: Донцівщина, Київське, Малі Будища, Саранчова Долина, Червоний Кут).

## Географія
Село Сари знаходиться на правому березі річки Псел, вище за течією на відстані 1,5 км розташоване село Червоний Кут, нижче за течією на відстані 1 км розташоване село Саранчова Долина, примикає до сіл Писарівщина та Київське. По селу протікає пересихаючий струмок з загатою. Річка в цьому місці звивиста, утворює лимани, стариці та заболочені озера.

## Історія
1622 на «Сарському городищі» заснована слобода в 10 дворів значиться на карті Гійома Левассера де Боплана. 1636 привілеєм польського короля Владислава IV урочище Сари призначене для заселення. На той час входили до Черкаського староства.
З початку визвольної війни укр народу 1648-54 Сари відносились до Гадяцького полку, 1661 зіньківського, 1672 Гадяцької першої сотні, Гадцького полку. 1675 гетьман І. Самойлович передав переяславському та гадяцькому протопопу Григорію Бутовичу села Сари і Крутьки.
У другій чверті 18 ст Гадяч і навколишні села належали гетьману Д. Апостолу (1727-34), потім Сари власність гетьмана К. Розумовського (1750-64), який в 1785 продав їх в казну.
З 1781 – у складі Гадяцького повіту Чернігівського намісництва.
За переписом 1785 року у Сарах 99 хат, 225 жителів 1 письменний. 1791 село віднесено до Київського намісництва.
За переписом 1802 року – село власницьке і козацьке, 291 двір 2602 жителі.
У 1863 році Сари центр волості Гадяцького повіту має 291 двір та 2848 жителів, дерев’яну Різдва Богородиці церкву в одному зв’язку з дзвіницею (1782), при ній бібліотека.
У 1884 році 835 дворів, 5151 житель; 1900 – 1198 дворів, 8992 жителі, дерев’яна Миколаївська церква (1897); 1910 – 907 двори з них 364 не мали орної землі, 494 не мали коней. Найпоширенішим промислом  було щетинництво.
У грудні 1905 року в Сарській волості відбувся революційний виступ селян, який був придушений, організатори арештовані.
Радянську окупація розпочалась в січні 1918 року.
На 4.4.1922 у Сарівській волості 2278 дворів 12040 жителів.
У 1922 році створено Сарську с-г. комуну «Молода сім’я» за якою було закріплено 43 десятини землі.
З 1923 року в складі Гадяцького району, Роменського округу, 4136 жителів.
За переписом 1939 – 3995 жителів.
Тепер в селі ТОВ "Стандарт Агро" (зернового і тваринницького напрямку, тех. культури), відділення зв’язку, школа І-ІІІ ст., дільнична лікарня на 25 місць,  амбулаторія, дитсадок «Колосок» на 90 дітей. Будинок культури на 400 місць, клуб 300 місць, 2 бібліотеки (28 тис. од. зб.).
В зону АТО мобілізовано 19 солдатів.

## Населення

### Мова
Розподіл населення за рідною мовою за даними перепису 2001 року:
| Мова       | Кількість | Відсоток |
| ---------- | --------- | -------- |
| українська | 2405      | 98.69%   |
| російська  | 23        | 0.95%    |
| польська   | 2         | 0.08%    |
| угорська   | 2         | 0.08%    |
| болгарська | 1         | 0.04%    |
| білоруська | 1         | 0.04%    |
| вірменська | 1         | 0.04%    |
| румунська  | 1         | 0.04%    |
| німецька   | 1         | 0.04%    |
| Усього     | 2437      | 100%     |

## Економіка
- ТОВ «Колос».
- ТОВ «Стандарт агро».
- Поблизу села Сари виявлені поклади газу і газового конденсату [2].

## Об'єкти соціальної сфери
- Заклад дошкільної освіти "Колосок" Гадяцької міської ради
- Сарський опорний ліцей Гадяцької міської ради
- Комунальний заклад "Сарський сільський будинок культури" Гадяцької міської ради
- Сарська сільська бібліотека-філія № 1
- Сарська сільська бібліотека-філія № 2
- Сарська амбулаторія загальної практики сімейної медицини

## Пам'ятки
В Сарах встановлено пам’ятники: на братській могилі які загинули 1943 під час визволення села від гітлерівців (1958), в пам'ять про воїнів односельців (492) що полягли на фронтах ВВВ (1967), та пам'ятник що споруджений 1912 на кошти жителів села односельцям, що загинули в рос-японській війні 1904-05.
Археологічні пам'ятки – слов'янські городище та поселення 8-10 і 11-13 ст, неолітичне поселення Гора Корсунка.

## Відомі люди
- Амвросій Метлинський, (1814-70, Ялта. Літ. Псевдонім Амвросій Могила, Земляк) — український поет-романтик, перекладач, книговидавець. Професор Харківського і Київського університетів.
- Семен Метлинський (роки народження і смерті невідомі, літ. псевдонім Семен Родина) — український поет і етнограф. Був членом Російського географічного товариства.
- Карасюк Іван Маркіянович (1923) — український вчений у галузі агрономії, професор, почесний член товариства ґрунтознавців і агрохіміків України.
- Підгайний Гнат Несторович (1897 - ?) — бунчужний пластунського куреня 2-го кінного полку ім. І. Мазепи армії УНР.